# Sahajananda Swami
Sahajananda Swami, född 1781, död 1830, även känd som Swaminarayan, var en gujarati och en framstående "helig man" tillhörande vaishnavatraditionen inom hinduismen. Han la grunden till en ny hinduisk rörelse, som bland annat betonar vikten av ett sunt balanserat och vegetariskt leverne med stor omtanke om familjens och kvinnans välgång.